# Moše Flimann
Moše Flimann (hebrejsky: משה פלימן, Moše Fliman, žil 1905 – 1973) byl izraelský politik a starosta města Haifa.

## Biografie a politická dráha
Narodil se ve městě Stanislavov v Haliči v Rakousku-Uhersku (pak Polsko, dnes Ukrajina). V mládí se zapojil do sionistického hnutí. Byl členem organizace he-Chaluc. Po dokončení střední školy odešel do Moskvy, kde studoval elektroinženýrství. V roce 1929 byl kvůli svým sionistickým aktivitám zatčen a poslán na Sibiř na tři roky. V roce 1930 byl ovšem jeho trest zkrácen, byl vypovězen ze Sovětského svazu a následně přesídlil do tehdejší mandátní Palestiny. Zde pracoval v továrně v Jaffě, pak jako elektrikář, dokud si nenašel práci jako učitel fyziky a matematiky v Tel Avivu. Krátce poté ovšem opět začal působit jako elektrikář v lomu v Atlitu a roku 1932 získal post ve firmě Israel Electric Corporation, kde zůstal dlouhodobě. Roku 1957 v ní byl povýšen na ředitele celostátní přenosové soustavy a stal se coby zástupce zaměstnanců členem správní rady.
Žil v Kirjat Chajim (dnes předměstí Haify), kde také opakovaně byl volen za člena tamní samosprávy. Poté, co se Kirjat Chajim stal součástí Haify, přešel do haifské městské samosprávy. V roce 1959 se stal místostarostou a od roku 1969, poté co zemřel jeho předchůdce Aba Chuši, nastoupil na post starosty, který zastával do roku 1973. Během jeho funkčního období v Haifě vzniklo Israeli Národní mořské muzeum, vyrostly hotely Dan a Merkaz ha-Karmel. Začalo budování haifské porodnice, která pak byla po něm posmrtně pojmenována. Jeho jméno nese i 5. městská škola.